# The Album (Giuliano Palma & the Bluebeaters)
The Album è il primo album del gruppo musicale Giuliano Palma & the Bluebeaters, pubblicato nel 1999. La seconda edizione (uscita nel 2000) include i due brani extra:
- Domani (feat. Gino Paoli)
- Che cosa c'è (feat. Gino Paoli)

## Tracce
1. See You Tonite (Gene Simmons)
2. Believe (Cher)
3. How Many Times (Marley/Tosh)
4. I Don't Know Why I Love (But I Do) (Landsborough)
5. Stop Making Love (The Gaylads)
6. I Don't Want To... (Ken Boothe)
7. Wonderful Life (Black)
8. World's Fair  (Skatalites)
9. Coming in from the Cold (Marley)
10. Gimme a Little Sign (Wood)
11. Tell Me Now (Marcia Griffiths)
12. Let Him Try (Alton Ellis)
13. Desperate Lover (Bob Andy)
14. There's a Reward (Joe Higgs)
15. Shot in the Dark (Skatalites)
16. Never Never Never (Grande, grande, grande, testo italiano: Alberto Testa, musica: Tony Renis)

## Formazione
- Giuliano "The King" Palma - voce
- Bunna - basso, cori
- Ferdinando "CountFerdi" Masi - batteria
- Gianluca "Cato" Senatore - chitarra, cori
- Giorgio "Zorro" Silvestri - chitarra, cori
- Patrick Benifei - pianoforte, tastiere, cori
- Paolo "De Angelo" Parpaglione - sax, cori
- Gigi "Mr. T-Bone" De Gaspari - trombone, cori

### Altri musicisti
- Riccardo "Ricky" Gibertini - tromba, cori

## Classifiche
| Classifica (1999) | Posizione massima |
| ----------------- | ----------------- |
| Italia            | 47                |